# Пьомбино (пролив)
Пьомбино (Пьомбинский, Пиомбинский, итал. Canale di Piombino) — пролив в провинции Ливорно области Тоскана Италии, между восточным побережьем острова Эльба и одноимённым мысом на Апеннинском полуострове. Расстояние от острова Эльба до побережья Италии в самом узком месте составляет около 10 километров. На материковом берегу пролива находится город Пьомбино.
Пролив Пьомбино и Корсиканский пролив соединяют Лигурийское море на севере и Тирренское море на юге.
В проливе расположены небольшие острова Пальмайола и Топи. Юго-восточнее пролива на выходе из него находится остров Черболи. Восточнее пролива находится залив Фоллоники.
В 1501 году в проливе действовал турецкий флот и опустошал деревни на побережье.
Сквозь пролив проходят пути миграции рыб. Один из них идет вдоль берегов Италии и Сицилии, другой проходит около гавани Порто-Феррайо, чем пользовались местные рыбаки вылавливая рыбу в сезон миграции.